# Cine teatre Jardí
El Cine teatre Jardí és un edifici catalogat com a monument del municipi de Figueres (Alt Empordà) protegit com a bé cultural d'interès local, dedicat a la representació teatral i altres manifestacions artístiques. Va ser construït l'any 1914 segons el projecte de l'arquitecte Llorenç Ros i Costa. Actualment és la seu del «Teatre Municipal 'El Jardí'», equipament cultural que, amb un aforament de 919 localitats més una llotja per a persones amb discapacitat, acull una variada programació de teatre, música, dansa, circ i altres disciplines artístiques. El 2021 l'ajuntament ha fet destruir bona part dels elements decoratius que coronen l'edifici encetant una polèmica pública.

## Descripció
Edifici situat al centre històric de la ciutat, a la plaça Josep Pla, prop de la Rambla. La façana principal és un conjunt sobresortint de l'edifici compost en vertical per dos cossos laterals i un cos central. A nivell de la planta baixa dona lloc a una entrada de tres portals avançats lleugerament sobre la façana. En el primer pis, el cos central retrocedeix creant una terrassa de tres finestrals allindanats, amb inscripcions ceràmiques. La terrassa presenta una barana amb balustrada seguida. Per sobre d'aquesta primera planta hi ha un registre al llarg de tota la façana amb motius ornamentals en mosaic, en quadrats per decoracions aplicades escultòriques, motius florals i animalístics. Al damunt i emmarcat per dues cornises, tot un registre on es repeteix el motiu d'un doble ull de bou ovalat, i tots aquests elements emmarcats per decoració floral escultòrica. Culminat per terrassa amb barana d'obra que repeteix una forma semicircular separada per pinacles de tema floral. A la part superior dues cúpules laterals recobertes en ceràmica.

## Història
L’empresari Pau Pagès n'impulsà la construcció i al 1915 sol·licità autorització per construir un teatre-cinema a l'aire lliure a l'Horta de Gayolà, avui plaça de Josep Pla. Al setembre s'aprovava el projecte d'un edifici de cinema cobert.
El Teatre Cinema El Jardí s'inaugurà el 29 d'abril de 1916 durant les Fires i Festes de la Santa Creu, amb l'òpera La Gioconda, a càrrec de la Companyia del Teatre del Liceu de Barcelona.
Inicialment s'hi podia veure cinema, teatre, òpera o sarsuela; als anys 20 el teatre era l'activitrat més important, que cediria el lloc al cinema, en els  anys cinquanta i seixanta. Als anys 70 es produí un cert declivi de les sales de cinema, i l'any 1983 l'Ajuntament va comprar el Teatre el Jardí per fer-hi una programació teatral estable i fer-ne el teatre municipal.
Després d'una estrena amb El cafè de la Marina el 6 de maig de 1983, hi van passar les grans companyies del país. La sala està adaptada per acollir el ball de carnaval, de les Fires i Festes i tota mena d'altres activitats. Després d'una primera reforma al 1986, al 1989 es va tancar per fer-hi una reforma integral, que ha implicat una reducció de l'aforament a 906 localitats en la reobertura, al 1991.